# Mistrzostwa Europy par 250 cm³ na żużlu
Mistrzostwa Europy par 250 cm³ na żużlu (ang. European 250cc Pairs Speedway Championship) – międzynarodowe rozgrywki miniżużlowe dla zawodników od 13. do 16. roku życia w kategorii pojemnościowej 250 cm³. Rozgrywane są od 2023 roku. Zastąpiły rozegrany w 2022 roku Puchar Europy par 250 cm³.

## Medaliści
| 3 rundy                       |
| ----------------------------- |
| Częstochowa Pardubice Randers |

| 4 rundy                      |
| ---------------------------- |
| Krško Motala Praga Bydgoszcz |

| 3 rundy            |
| ------------------ |
| Gdańsk Krško Praga |

| 3 rundy                |
| ---------------------- |
| Gdańsk Slangerup Krško |